# WXOW-TV
WXOW-TV, no canal 19, é a afiliada da rede de televisão ABC em La Crosse, Wisconsin, nos Estados Unidos.